# 津田盛月
津田 盛月（つだ もりつき/せいげつ）は、戦国時代から安土桃山時代にかけての武将・大名・茶人。織田氏の一族である。名は信勝または信重と伝わる。通称は左馬允、後には隼人正。
『織田系図』では、父は織田刑部大輔で中川重政の弟、織田信長の叔父・織田信次の孫とされるが、年代的に疑問という見解もある。

## 生涯
早くから信長に仕え、信長の尾張国統一に協力した。天文21年（1552年）、信長と織田信友が争った萱津の戦いでは、坂井五郎を討ち、弘治2年（1556年）の信長と織田信行（信勝）の争った稲生の戦いでは、柴田勝家配下の鎌田勘之丞を討ったと伝わる。これらの功績により黒母衣衆の一員となった。永禄12年（1569年）からは信長の命令で足利義昭の守備を任されている。
ところが、兄の重政と長光寺城主の柴田勝家との領地が入り組んでいたために両家の間で抗争が起き、盛月が勝家の代官を斬ったため、兄と共に改易となった上で追放された。
後に羽柴秀吉に召されて姫路に至り、「外峯四郎左衛門」と名を改めて仕えた。以後、秀吉の下で備中攻めなどで戦功を挙げた。秀吉の許にいるのが信長に露見し、切腹させられるところであったが、本能寺の変によって命拾いしたという。
天正12年（1584年）の小牧・長久手の戦いに参加し、その功績により従五位下、隼人正に叙任され、津田姓に改める。この戦いで弟・木下雅楽助が討ち死にしている。戦後、家康と秀吉妹・朝日姫との縁談をまとめたのは、蜂須賀正勝と盛月の功績によるという。
天正15年（1587年）の九州平定にも参加し、秀吉から所領を与えられて3万5千石の大名となった。
天正17年（1589年）7月に真田氏の領土だった沼田城を小田原北条氏に引き渡す際、富田一白、榊原康政と共に立ち合いを行った。10月、後北条氏の北条氏邦の家臣・猪俣邦憲による名胡桃城奪取事件が起きた際、富田一白と共に関係者の引き渡し・処罰を求める上使として北条氏に派遣された。この件を北条氏が拒否し、一旦は融和しつつあった秀吉と北条氏の関係が完全に決裂し、北条氏追討（小田原攻め）へと繋がった。
北条氏直は高野山にて蟄居処分となったが、蟄居中の氏直が秀吉へ赦免を誓願する際にはやはり、富田一白と盛月を通して行っている。
文禄2年（1593年）に伏見にて死去した。享年58。跡を長男の信任が継いだ。

## 逸話
幾度となく津田宗及の茶会に招かれている茶人としての側面もあった。滝川益重などと親交があった。